# Framingham Earl
Framingham Earl – wieś w Anglii, w hrabstwie Norfolk, w dystrykcie South Norfolk. Leży 8 km na południowy wschód od Norwich i 157 km na północny wschód od Londynu.
Miejscowość liczy 834 mieszkańców.